# 然吾沟石窟及经堂
然吾沟石窟及经堂，位于中国青海省玉树县结古镇然吾沟村，为第七批青海省文物保护单位，公布日期为2004年5月10日，类型为石窟寺及石刻。
然吾沟石窟及经堂的历史年代为唐（始建）。